# 长乐区
长乐区（平話字：Diòng-lŏ̤h，閩拼：duong33-louk5，郵政式拼音：Diongloh/Changlo）为中华人民共和国福建省福州市的市辖区。长乐区位于福建省东部沿海、是海峽西岸濱海城區。辖境东濒台湾海峡，西与闽侯县毗邻，南与福清市相连，北与马尾区隔江相望。通用福州话，洋屿琴江村为北方官话方言岛。长乐区为较具实力的市辖区，区政府驻文武砂街道。长乐区为明代著名航海家郑和七下西洋的启锚地，也是福州地区的著名侨鄉。

## 历史
秦汉时期属七闽地。三国时期，吴国、东吴在六平吴航头（今吴航街道）造船，因此，别称吴航。晋朝惠帝时，将扬州部太康分为建安郡和晋安郡，长乐属晋安郡原丰县。隋朝大业间，晋安郡改为建安郡，长乐属闽县。
唐武德六年（623年）由闽县析立，取《诗经》“宅新邑，宁厥止”之义，县名为“新宁”，县治设敦素里平川（今古槐），不久改称长乐县。属福州长乐郡。武則天聖曆二年（699年），析出长乐南部的太平、感德、崇德、孝义、万安、长东、永乐、永福8个乡，设置万安县（今福清市）。上元元年（760年），防御史董玠因敦素里地形卑湿，将县治移到吴航头。元和三年（808年），并入福唐县。元和五年（810年），复置长乐县。
五代十国时，王审知改为安昌县，复名长乐县。后又改为侯官县，复名长乐县。又改为安昌县，复名长乐县。闽国灭亡后，随福州入吴越国。进人五代十国时期，后梁乾化元年（911年），改县名为安昌县；后唐同光元年（923年），复名长乐县；長興四年（933年），王延钧称帝福州，国号大闽，改元龙启，升福州为长乐府，以闽县为长乐县，以长乐县为侯官县，以侯官县为闽兴县；清泰二年（935年），闽县、侯官、长乐均复旧名；后晋天福六年（941年），改闽县为长乐县，改长乐县为安昌县；天福七年，复为闽县、长乐县，均属长乐府，此后长乐县名稳定下来。
明永乐七年（1409年）郑和第一次在此驻扎海军二万八千余人，候风下西洋。永乐十二年（1412年）郑和奏上在长乐南山建造天妃宫，其左建三清殿，其右建三峰塔寺。宣德六年（1431年），郑和在长乐天妃宫立“天妃灵应之记碑”，明弘治三年（1490年）长乐知县首建城墙，嘉靖年间扩建，城有东西南北四门。隆庆二年（1568年）长乐知县筑十洋新街，十洋通衢坊。清乾隆二十六年（1761年）知县将南山天妃宫迁往西关外天眉台。立县至清，长乐为闽州、福州、长乐郡、福州威武军、福州彰武军、福安府、福州路、福州府等（均为今福州）所辖。
中华民国成立後，废府、州、厅，实行省、道、县三级地方政制，福建省设东、西、南、北4路道，长乐属东路道。1914年，改东路道为闽海道。1925年废道，实行省、县二级地方政制，长乐直属福建省政府管辖。1933年，以十九路军将领为核心，在福州发动「福建事变」，成立中华共和国人民革命政府，划福建为闽海、延建、兴泉、龙汀4省，长乐属闽海省。1934年7月，全省设10个行政督察区，长乐为福建省第一行政督察区公署驻地，辖长乐、闽侯、连江、福清、平潭、永泰、罗源等县。9月，闽侯县十三区的光俗、高详、至德、绍惠、钦仁、江左6里划归长乐第七区，时省府委员陈煌琳实地勘界并立碑太岁坑（今黄石村）。
中华人民共和国成立后，全省设立8个专区，长乐属闽侯专区管辖。1955年，全省改设5个专区，长乐属福安专区管辖。1959年，复属闽侯专区管辖。1970年改专区为地区，属闽侯地区管辖。1971年，改属莆田地区管辖。1983年7月1日，实行市带县体制，长乐属福州市管辖。1994年2月18日，长乐撤县设市，仍属福州市。2017年8月，国务院批复，撤销县级长乐市，设立福州市长乐区。2017年11月6日，长乐区举行撤市设区挂牌仪式。
中華民國實際控制的马祖東犬島及西犬島（後改名東莒島及西莒島）原属长乐县管辖，国共内战后仍由中华民国政府控制，1949年，中華民國設東沙鄉，管白犬列島。中华人民共和国於1954年設立了東沙鄉人民政府，但未能實際管轄，至1958年撤銷。1953年8月，于西莒島设長樂縣政府。1956年7月撤销長樂縣政府，将東犬島及西犬島收编为中华民国福建省連江縣莒光鄉。中華人民共和國方面，白犬列島屬於梅花鎮所轄。

## 地理

### 氣候
| 长乐(平均數據1991–2020 極端數據1981至今)  | 长乐(平均數據1991–2020 極端數據1981至今) | 长乐(平均數據1991–2020 極端數據1981至今) | 长乐(平均數據1991–2020 極端數據1981至今) | 长乐(平均數據1991–2020 極端數據1981至今) | 长乐(平均數據1991–2020 極端數據1981至今) | 长乐(平均數據1991–2020 極端數據1981至今) | 长乐(平均數據1991–2020 極端數據1981至今) | 长乐(平均數據1991–2020 極端數據1981至今) | 长乐(平均數據1991–2020 極端數據1981至今) | 长乐(平均數據1991–2020 極端數據1981至今) | 长乐(平均數據1991–2020 極端數據1981至今) | 长乐(平均數據1991–2020 極端數據1981至今) | 长乐(平均數據1991–2020 極端數據1981至今) |
| 月份                                      | 1月                                      | 2月                                      | 3月                                      | 4月                                      | 5月                                      | 6月                                      | 7月                                      | 8月                                      | 9月                                      | 10月                                     | 11月                                     | 12月                                     | 全年                                     |
| ----------------------------------------- | ---------------------------------------- | ---------------------------------------- | ---------------------------------------- | ---------------------------------------- | ---------------------------------------- | ---------------------------------------- | ---------------------------------------- | ---------------------------------------- | ---------------------------------------- | ---------------------------------------- | ---------------------------------------- | ---------------------------------------- | ---------------------------------------- |
| 历史最高温 °C（°F）                       | 27.5 (81.5)                              | 27.7 (81.9)                              | 32.0 (89.6)                              | 33.2 (91.8)                              | 35.1 (95.2)                              | 36.5 (97.7)                              | 38.0 (100.4)                             | 37.6 (99.7)                              | 37.8 (100.0)                             | 34.4 (93.9)                              | 32.0 (89.6)                              | 29.0 (84.2)                              | 38.0 (100.4)                             |
| 平均高温 °C（°F）                         | 14.9 (58.8)                              | 15.7 (60.3)                              | 18.3 (64.9)                              | 23.0 (73.4)                              | 26.9 (80.4)                              | 30.2 (86.4)                              | 33.3 (91.9)                              | 32.8 (91.0)                              | 30.2 (86.4)                              | 26.0 (78.8)                              | 22.0 (71.6)                              | 17.3 (63.1)                              | 24.2 (75.6)                              |
| 日均气温 °C（°F）                         | 11.3 (52.3)                              | 11.7 (53.1)                              | 14.1 (57.4)                              | 18.6 (65.5)                              | 22.9 (73.2)                              | 26.5 (79.7)                              | 29.2 (84.6)                              | 28.8 (83.8)                              | 26.5 (79.7)                              | 22.5 (72.5)                              | 18.6 (65.5)                              | 13.7 (56.7)                              | 20.4 (68.7)                              |
| 平均低温 °C（°F）                         | 9.0 (48.2)                               | 9.2 (48.6)                               | 11.3 (52.3)                              | 15.6 (60.1)                              | 20.1 (68.2)                              | 23.9 (75.0)                              | 26.2 (79.2)                              | 26.1 (79.0)                              | 24.0 (75.2)                              | 19.9 (67.8)                              | 16.1 (61.0)                              | 11.2 (52.2)                              | 17.7 (63.9)                              |
| 历史最低温 °C（°F）                       | 0.1 (32.2)                               | −0.2 (31.6)                              | −0.4 (31.3)                              | 6.4 (43.5)                               | 10.7 (51.3)                              | 15.2 (59.4)                              | 20.1 (68.2)                              | 21.7 (71.1)                              | 16.2 (61.2)                              | 9.7 (49.5)                               | 4.8 (40.6)                               | −1.1 (30.0)                              | −1.1 (30.0)                              |
| 平均降水量 mm（）                         | 57.6 (2.27)                              | 77.4 (3.05)                              | 116.1 (4.57)                             | 131.6 (5.18)                             | 168.0 (6.61)                             | 237.2 (9.34)                             | 163.2 (6.43)                             | 224.9 (8.85)                             | 170.6 (6.72)                             | 61.5 (2.42)                              | 54.3 (2.14)                              | 44.4 (1.75)                              | 1,506.8 (59.33)                          |
| 平均降水天数（≥ 0.1 mm）                  | 9.6                                      | 12.6                                     | 15.7                                     | 14.7                                     | 16.2                                     | 15.2                                     | 9.6                                      | 13.0                                     | 12.8                                     | 7.8                                      | 8.6                                      | 8.8                                      | 144.6                                    |
| 平均相對濕度（％）                        | 74                                       | 76                                       | 77                                       | 77                                       | 79                                       | 81                                       | 76                                       | 77                                       | 76                                       | 71                                       | 73                                       | 71                                       | 76                                       |
| 月均日照時數                              | 88.3                                     | 81.7                                     | 99.5                                     | 119.4                                    | 130.9                                    | 148.0                                    | 241.0                                    | 209.8                                    | 168.3                                    | 154.1                                    | 100.4                                    | 95.7                                     | 1,637.1                                  |
| 可照百分比                                | 27                                       | 26                                       | 27                                       | 31                                       | 31                                       | 36                                       | 58                                       | 52                                       | 46                                       | 43                                       | 31                                       | 29                                       | 36                                       |
| 来源：China Meteorological Administration |                                          |                                          |                                          |                                          |                                          |                                          |                                          |                                          |                                          |                                          |                                          |                                          |                                          |

## 人口
根據第七次全国人口普查數據，截至2020年11月1日零時，長樂區常住人口為790262人。
2022年，长乐区有人口24.1万户77.08万人，比上年增加3016人，平均每户3.19人。60周岁以上老年人口15.21万人，占总人口19.73%，比上年增加406人。男女比例：男性40.27万人，占52.24%；女性36.81万人，占47.76%；男比女多3.46万人，比幅较上年有所上升。人口自然变动：全区出生人口5798人，比上年减少1012人，人口出生率7.52%。死亡人数2779人，比上年减少745人，人口死亡率4.57%。人口自然增长3019人，人口自然增长率0.39%。人口机械变动：全区迁入人口1.11万人，迁出人口1.08万人，迁入多于迁出730人，人口机械增长率-0.39%。

## 行政区划
长乐区下辖5个街道、11个镇、2个乡：吴航街道、航城街道、营前街道、漳港街道、首占镇、玉田镇、松下镇、江田镇、古槐镇、文武砂街道、鹤上镇、湖南镇、金峰镇、文岭镇、梅花镇、潭头镇、罗联乡和猴屿乡。

## 交通

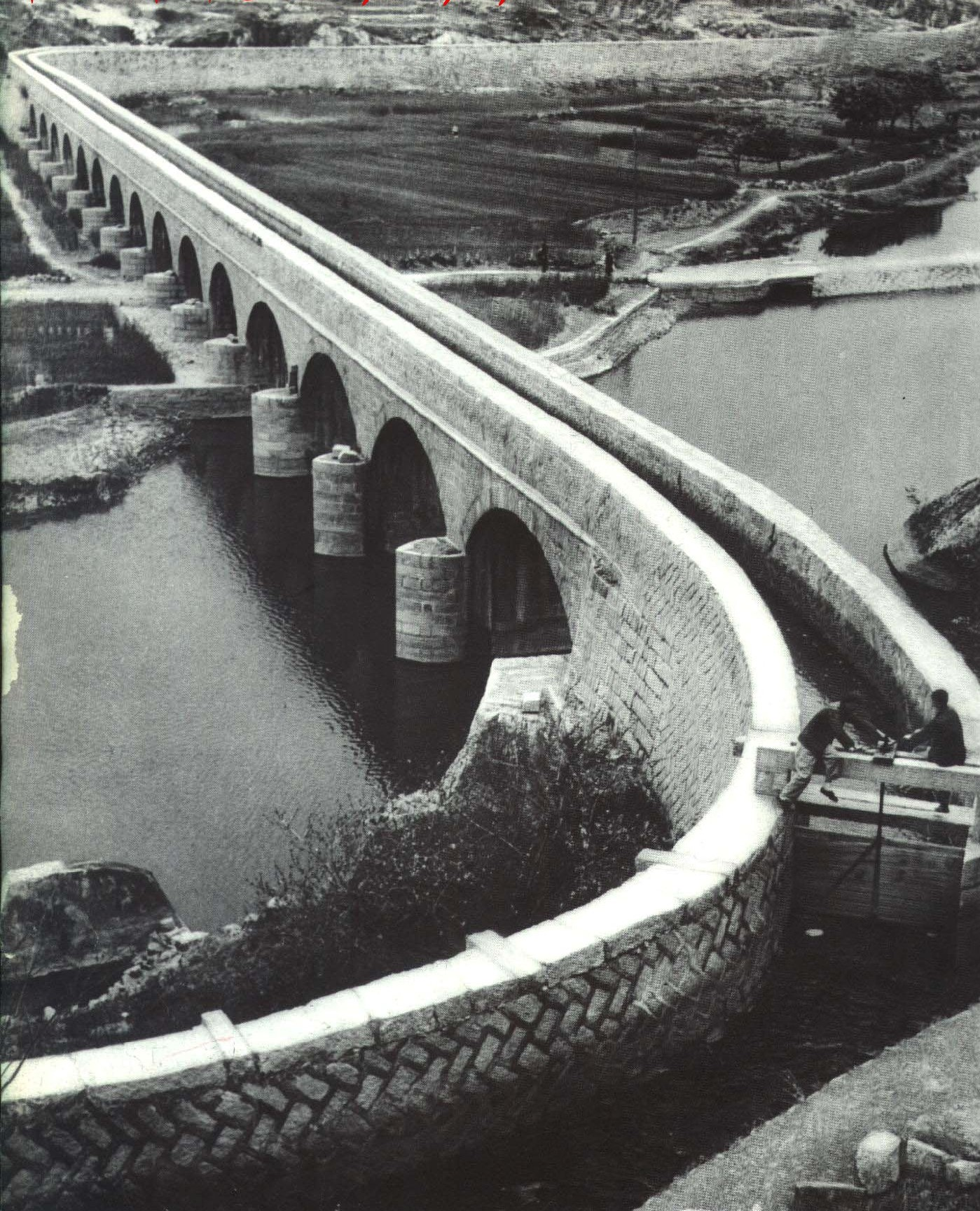
1964年，福建省閩侯專區長樂縣三溪水库

### 地铁
- 6号线：营前站 - 航城站 - 郑和站 - 十洋站 - 吴航站 - 鹤上站 - 沙京站 - 莲花站 - 下吴站 - 壶井站 - 万寿站

#### 在建線路及車站
- F1号线：首佔站 - 莲花山站（预留车站） - 滨海西站 - 大数据站 - 滨海中央商务区站 - 机场站 - 文岭站
- 6号线：万沙·滨海三中站 - 滨海中央商务区站 - 沙尾站 - 文武砂·国际学校站 - 十八孔闸站

### 航空
- 福州长乐国际机场

### 港口
- 松下深水港：可建造3万吨级以上泊位70多个

### 国道
- 峡漳、福北、两港线三条高等级公路
- 228国道

### 高速公路
- 京台高速公路

- 福厦高速公路
- 福州绕城高速
- 福州机场高速

## 景点
- 董奉山
- 云门寺
- 圣寿宝塔
- 仙岐显应宫
- 龙角峰
- 九头马民居
- 琴江满族村

## 教育
- 福州外语外贸学院
- 福州软件职业技术学院
- 天津大學福州國際校區

## 著名人物
长乐历史悠久，人文荟萃，孕育了众多杰出的名人。以下是一些长乐的著名人物：

#### 文学与艺术
- 梁章钜：清代经世派名臣，福州人，曾任江苏布政使、甘肃布政使、广西巡抚、江苏巡抚等职，著名学者、诗人、文学家、收藏家、艺术家、批评家，倡导“经世致用”“爱民仁物”的民本思想，支持林则徐禁烟，积极抗英，著有《楹联丛话》等，被称为楹联学开山之祖。
- 冰心（1900年10月5日 - 1999年2月28日）：原名谢婉莹，祖籍长乐，生于福州。20世纪中国杰出的文学大师，忠诚的爱国主义者，著名的社会活动家，中国作家协会名誉主席，中国民主促进会中央名誉主席等。她的作品以清新、细腻、真挚著称，代表作有《繁星》《春水》《小桔灯》等。
- 郑振铎（1898年12月19日 - 1958年10月17日）：籍贯福建长乐，生于浙江温州。作家、诗人、学者、文学评论家、文学史家、翻译家、艺术史家、收藏家、训诂家。代表作有《插图本中国文学史》等。
- 陈怀皑（1916年 - 1996年）:著名电影导演，代表作有《平原作战》《海霞》《青春之歌》，陈凯歌之父。
- 陈凯歌（1952年 - ）：籍贯长乐，生于北京，毕业于北京电影学院导演系。中国第五代导演的代表人物之一，1987年凭借剧情片《孩子王》获得第8届中国电影金鸡奖导演特别奖。1993年执导的文艺片《霸王别姬》成为首部获得戛纳国际电影节金棕榈奖的中国电影。

#### 科学与教育
- 黄季焜（1962年9月 - ）：福建长乐人，博士、农业经济学家，发展中国家科学院院士，教育部“长江学者”特聘教授。现任北京大学中国农业政策研究中心主任、教授，博士生导师。
- 刘宜伦（1913年5月11日 - ）：福建长乐人，1933年公费留学美国，1936年获美国普度大学电机工程学士学位，1937年6月获工程硕士学位，1938年6月获美国哈佛大学工程研究院通讯工程硕士学位。1938年回国，从1941年起曾先后任重庆大学教授、电机工程系主任，交通部第四区电信管理局副局长兼总工程师。
- 王任享：福建省长乐区鹤上镇人，著名的卫星摄影测量专家，中国卫星摄影测量事业的主要奠基人和开创人之一。他长期从事军事测绘科学研究，首次实现了对困难地区进行测图的成功实践，使中国成为世界上三个开展卫星摄影测量的国家之一。
- 张文海（1939年2月1日 - ）：福建长乐人，有色金属冶金专家，中国工程院院士。1958年就读厦门大学，1963年毕业于中南矿冶学院。曾任中国瑞林工程技术有限公司总设计师。
- 陈俊武：祖籍福州长乐，出生于北京，炼油工程专家，中国科学院院士。中国炼油工程技术的奠基人。

#### 军事政治
- 刘六符（1887年 - 1911年）：潭头镇二刘村人，广州黄花岗起义七十二烈士之一。生于书香门第，1902年入闽县学堂，1906年考入福建法政学堂。1911年4月27日参加黄花岗起义，壮烈牺牲。
- 林建章：字增荣，福建闽县（今长乐区）人，毕业于江南水师学堂，曾任“海容”舰舰长、海军总长等职，支持皖系军阀，主张联省自治，抗日战争期间拒绝日伪威胁，忧愤成疾而逝。
- 陈希滔：福建长乐鹤上人，1943年12月出生，1961年9月入伍，曾任北京军区副司令员，1988年被授予少将军衔，1997年晋升为中将军衔，2022年2月12日因病逝世，享年79岁。

#### 其他
- 董奉：三国时期吴国著名医学家，字君异，侯官（今福建闽侯）人，治病不取报酬，只求患者在其门前种杏树，后世以“杏林春暖”称颂医德高尚者，即源于此。
- 百丈怀海：唐朝福州长乐人，马祖道一法嗣，与西堂智藏、南泉普愿并称“三大士”，创立禅院，率众禅修务农，制定清规制度，提出“一日不作，一日不食”，其清规成为后世禅宗所奉行之规范，对禅宗发展具有里程碑意义。

## 特产
- 漳港海蚌：中国地理标志产品。生长在福州市長樂區漳港及其附近海域的海蚌，是長樂區的名优特色水产品
- 冰饭：长乐区传统小吃